# Celina Font
Celina Font (Buenos Aires; 22 de junio de 1970) es una actriz, directora y productora argentina.

## Trabajos

### Cine
| Año  | Título                            | Personaje     | Tipo         |
| ---- | --------------------------------- | ------------- | ------------ |
| 1993 | Champagne                         | Celina        | Cortometraje |
| 1995 | Más allá del límite               | Amiga         | Largometraje |
| 1995 | Rey de todos los mares            | Laura         | Cortometraje |
| 1996 | The man who captured Eichmann     | Ángela Ungari | Largometraje |
| 1997 | Cenizas del paraíso               | Dolores       | Largometraje |
| 2003 | Testosterone                      | Sofía         | Largometraje |
| 2004 | Abril                             | Abril         | Cortometraje |
| 2004 | Historias breves: Avant Premier   | Inés          | Cortometraje |
| 2004 | Ay, Juancito                      | Julia Lobos   | Largometraje |
| 2008 | El tesoro de la sirena            | Cazadora      | Cortometraje |
| 2009 | Andrés no quiere dormir la siesta | Nora          | Largometraje |
| 2009 | Noche de silencio insomne         | Sol           | Cortometraje |
| 2009 | Sombras                           | Camila        | Cortometraje |
| 2010 | Hoy la turbulencia del ayer       | Ella misma    | Documental   |
| 2011 | Industria argentina               | Noemí         | Largometraje |
| 2012 | Mágica                            | Sandra        | Cortometraje |
| 2012 | Alumbrando en la oscuridad        | Madre         | Mediometraje |
| 2013 | El conductor                      | Patricia      | Cortometraje |
| 2018 | Eterno paraíso                    | Elena         | Largometraje |
| 2019 | No soy tu mami                    | Eva           | Largometraje |
| 2021 | La chica más rara del mundo       | Elizabeth     | Largometraje |
| 2021 | Ex casados                        | Ana           | Largometraje |
| 2023 | No me rompan                      | Natalia       | Largometraje |

### Televisión
| Año       | Título                         | Personaje                  | Notas                               |
| --------- | ------------------------------ | -------------------------- | ----------------------------------- |
| 1994      | Con alma de tango              | Paula                      | Participación especial              |
| 1996      | Alén, luz de luna              | Isabel Mansilla            | Antagonista                         |
| 1996      | Gino                           | Erica                      | Participación especial              |
| 1997      | Archivo negro                  | Testigo                    | Participación especial              |
| 1997      | R.R.D.T                        | Sofía Rojas                | Participación especial              |
| 1997-1998 | Ricos y famosos                | Mónica de Marco            | Coprotagonista                      |
| 1999      | Por el nombre de Dios          | Laura Rosales              | Coprotagonista                      |
| 2000-2001 | Campeones de la vida           | Griselda Peñalva           | Antagonista                         |
| 2002      | 099 Central                    | Sandra Balzi               | Antagonista                         |
| 2003      | Bar del Infierno               | Elena                      | Ep: "Cabezas"                       |
| 2003      | Femenino masculino             | Daniela                    | Participación especial              |
| 2004      | El deseo                       | Graciela "Grace" Tomassini | Participación especial              |
| 2004      | Cuentos clásicos de terror     | Victoria                   | Participación especial              |
| 2004      | Yendo de la cama al living     | Ana                        | Ep: "Noche de corazones"            |
| 2005      | El Patrón de la Vereda         | Silvana Rivas              | Participación especial              |
| 2005      | Amarte así                     | Lucía Luna                 | Elenco secundario                   |
| 2005      | Un cortado, historias de café  | Mónica                     | Participación especial              |
| 2005      | Mujeres asesinas 1             | Gladis                     | Ep: "Stella O., huérfana emocional" |
| 2006      | Montecristo                    | Milena Salcedo             | Elenco secundario                   |
| 2007      | Los cuentos de Fontanarrosa    | Nora                       | Participación especial              |
| 2008      | Amas de casa desesperadas      | Anabel Fraga               | Elenco secundario                   |
| 2008      | Casi ángeles                   | Ornella Blaquier / Kendra  | Participación especial              |
| 2011      | El paraíso                     | Ana                        | Elenco principal                    |
| 2011      | Víndica                        | Hermana de Oscar           | Ep: "Los amigos del campeón"        |
| 2013      | Sos mi hombre                  | Bélen                      | Participación especial              |
| 2013      | Historias de corazón           | Claudia                    | Ep: "Ausencias temporales"          |
| 2013      | Televisión por la justicia     | Ana                        | Ep: "El juez fiaca"                 |
| 2014      | El legado                      | Emilia Martinelli          | Elenco principal                    |
| 2014      | El Secreto de los Rossi        | Carolina                   | Participación especial              |
| 2015      | Fronteras                      | Romina                     | Elenco secundario                   |
| 2016      | Conflictos modernos            | Raquel                     | Ep: "Una novia para papá"           |
| 2016      | La casa del mar                | Diana Ramos                | Elenco secundario                   |
| 2019      | El mundo de Mateo              | Mercedes                   | Participación especial              |
| 2019      | Pequeña Victoria               | Lucía Tiscornia            | Antagonista                         |
| 2020      | Submersos                      | Andrea Guerra              | Elenco principal                    |
| 2021      | Pequeñas Victorias             | Lucía Tiscornia            | Participación especial              |
| 2022      | El secreto de la familia Greco | Guadalupe                  | Elenco secundario                   |

### Dirección
| Año  | Título                                 | Notas                              |
| ---- | -------------------------------------- | ---------------------------------- |
| 2006 | Ojo de perro azul                      | Cortometraje, Guion y dirección    |
| 2007 | Ob                                     | Cortometraje, Realización integral |
| 2007 | Sábado a la noche, domingo a la mañana | Cortometraje, Realización integral |
| 2008 | No hagas el amor en primavera          | Cortometraje, Guion y dirección    |
| 2009 | 9 desayunos                            | Cortometraje, Realización integral |

### Productora
| Año  | Título         | Rol        |
| ---- | -------------- | ---------- |
| 2003 | Juegos opuesto | Productora |
| 2005 | Como encendida | Productora |

## Premios y nominaciones
| Año  | Premio                | Categoría                  | Por         | Resultado |
| ---- | --------------------- | -------------------------- | ----------- | --------- |
| 2006 | Premios Martín Fierro | Actriz de reparto en drama | Montecristo | Nominada  |